# Thienemanniella obscura
Thienemanniella obscura är en tvåvingeart som beskrevs av Lars Zakarias Brundin 1947. Thienemanniella obscura ingår i släktet Thienemanniella och familjen fjädermyggor. Arten är reproducerande i Sverige. Inga underarter finns listade i Catalogue of Life.